# Caesalpinia barkeriana
Caesalpinia barkeriana är en ärtväxtart som beskrevs av Ignatz Urban och Erik Leonard Ekman. Caesalpinia barkeriana ingår i släktet Caesalpinia och familjen ärtväxter. Inga underarter finns listade i Catalogue of Life.